# Eupeodes hakiensis
Eupeodes hakiensis är en tvåvingeart som först beskrevs av Matsumura 1917.  Eupeodes hakiensis ingår i släktet fältblomflugor, och familjen blomflugor. Inga underarter finns listade i Catalogue of Life.